# Tompa (Ungarn)
Tompa ist eine ungarische Stadt im Kreis Kiskunhalas im Komitat Bács-Kiskun.

## Geografische Lage
Tompa liegt 79 Kilometer südwestlich des Komitatssitzes Kecskemét, 25 Kilometer südlich der Kreisstadt Kiskunhalas und grenzt im Süden an Serbien. Nachbargemeinden sind Kisszállás, Kelebia, Csikéria und Mélykút. Jenseits der Grenze befindet sich der serbische Ort Kelebija (Келебија).

## Geschichte
Bis 1922 gehörte Tompa zur Munizipalstadt Szabadka im Komitat Bács-Bodrog und wurde erst dann eine eigenständige Gemeinde. Tompa erhielt 2004 den Status einer Stadt.

## Gemeindepartnerschaften
- Suseni, Rumänien

## Sehenswürdigkeiten
- Kruzifix (Osztrogonácz-kereszt), erschaffen 1910
- Römisch-katholische Kirche Kapisztráni Szent János, erbaut 1910
- Römisch-katholische Kirche Szent Anna, erbaut 1893–1905
- Römisch-katholische Kapelle Zsíroskúti Jézus Szíve, erbaut 1905
- Schloss Redl (Redl-kastély), erbaut in den 1860er Jahren
- Weltkriegsdenkmal

## Verkehr
Westlich von Tompa verläuft die Hauptstraße Nr. 53, die in südlicher Richtung nach Subotica in Serbien führt. Der Bahnhof liegt nordöstlich außerhalb der Stadt und ist angebunden an die Eisenbahnstrecke Budapest–Belgrad. Weiterhin bestehen Busverbindungen nach Kelebia und Kiskunhalas sowie über Ásotthalom und Mórahalom nach Szeged.